# Karol Kögl
Karol Kögl (1. března 1939 – 26. září 2005) byl slovenský fotbalový trenér.

## Trenérská kariéra
V československé lize vedl TJ Internacionál Slovnaft ZŤS Bratislava-Petržalka jako hlavní trenér ve 40 zápasech (15 na jaře 1986 a 25 v sezoně 1987/88). Po sestupu na jaře 1986 s klubem vyhrál SNFL v ročníku 1986/87 a vrátil jej do nejvyšší soutěže. V bratislavském Interu byl také asistentem trenéra Justína Javorka na jaře 1982. V sezoně 2001/02 působil v ŠK Plavecký Štvrtok.